# Ambassade de France en Tchéquie
L'ambassade de France en Tchéquie est la représentation diplomatique de la République française auprès de la République tchèque. Elle est située à Prague, la capitale du pays, et son ambassadeur est, depuis 2024, Stéphane Crouzat.

## Ambassade
L'ambassade est située dans le quartier de Malá Strana à Prague, sur la place du Grand-Prieur (Velkopřevorské náměstí), près de la Vltava et de l'île de Kampa. Elle accueille aussi une section consulaire.

## Histoire

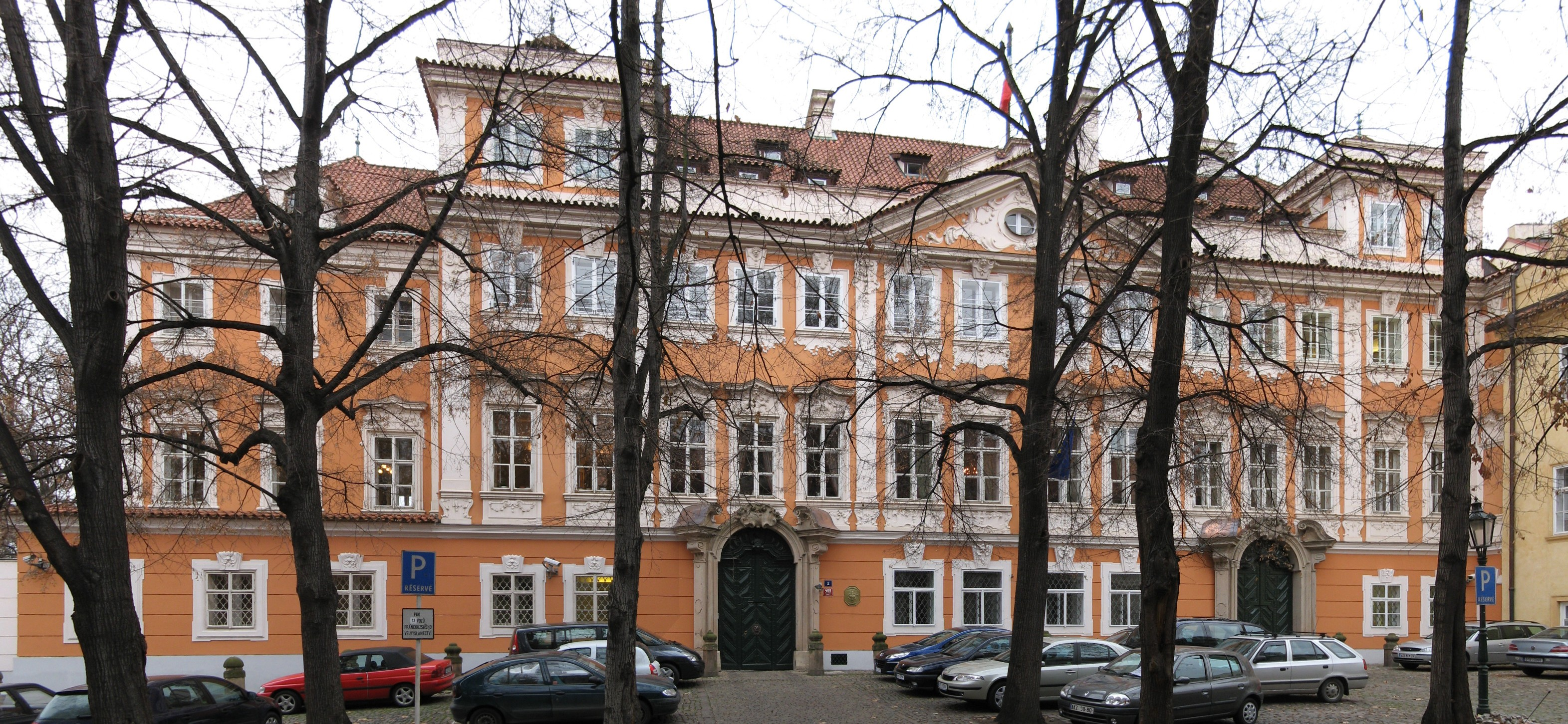
Le Palais Buquoy à Prague

L'ambassade de France en Tchécoslovaquie puis en République tchèque occupe depuis 1919 le palais Buquoy, un chef-d'œuvre de l'art baroque, bâti en 1719. Le rez-de-chaussée du bâtiment fut inondé durant l'été 2002.

## Ambassadeurs de France à Prague
| De                 | À    | Ambassadeur                                       |
| ------------------ | ---- | ------------------------------------------------- |
| Tchécoslovaquie    |      |                                                   |
| 1926               | 1932 | François Charles-Roux                             |
| 1932               | 1935 | Léon Noël                                         |
| 1935               | 1935 | Paul-Émile Naggiar                                |
| 1935               | 1939 | Victor de Lacroix                                 |
| 1943               | 1945 | Maurice Dejean                                    |
| 1945               | 1945 | Louis Keller                                      |
| 1945               | 1949 | Maurice Dejean                                    |
| 1949               | 1952 | Jean-Marie Rivière                                |
| 1952               | 1953 | Daniel Lévi                                       |
| 1953               | 1959 | Claude Bréart de Boisanger                        |
| 1959               | 1961 | Jean-Paul Garnier                                 |
| 1961               | 1964 | Ludovic Chancel                                   |
| 1964               | 1969 | Roger Lalouette                                   |
| 1969               | 1973 | Jacques Vimont (1911-2002), père de Pierre Vimont |
| 1973               | 1975 | André Mattei                                      |
| 1975               | 1979 | Emmanuel d'Harcourt                               |
| 1979               | 1982 | Pol Le Gourrierec                                 |
| 1982               | 1983 | Jacques Gaultier de La Ferrière                   |
| 1983               | 1986 | Pierre Dessaux                                    |
| 1986               | 1990 | Jacques Humann                                    |
| 1990               | 1993 | Jean Guéguinou                                    |
| République tchèque |      |                                                   |
| 1993               | 1997 | Benoît d'Aboville (tr)                            |
| 1997               | 2003 | Philippe Coste                                    |
| 2003               | 2006 | Joël de Zorzi                                     |
| 2006               | 2009 | Charles Fries                                     |
| 2009               | 2013 | Pierre Lévy                                       |
| 2013               | 2016 | Jean-Pierre Asvazadourian (tr)                    |
| 2016               | 2017 | Charles Malinas                                   |
| 2017               | 2020 | Roland Galharague                                 |
| 2020               | 2024 | Alexis Dutertre (d)                               |
| 2024               | auj. | Stéphane Crouzat                                  |

## Consulats

### Communauté française
Au 31 décembre 2016, 4 453 Français sont inscrits sur les registres consulaires en République tchèque. Environ 70 % d'entre eux résident à Prague, 20 % en Bohême et 10 % en Moravie. Les 3/4 ont moins de 40 ans. La population de Français installés en République Tchèque a augmenté d'environ 50 % entre 2011 et 2016 après une stagnation durant les années 2007-2009.
| 2001  | 2002  | 2003  | 2004  |
| ----- | ----- | ----- | ----- |
| 1 597 | 1 554 | 1 859 | 2 184 |

| 2005  | 2006  | 2007  | 2008  |
| ----- | ----- | ----- | ----- |
| 2 461 | 2 749 | 2 500 | 2 501 |

| 2009  | 2010  | 2011  | 2012  |
| ----- | ----- | ----- | ----- |
| 2 516 | 2 720 | 2 983 | 3 115 |

| 2013  | 2014  | 2015  | 2016  |
| ----- | ----- | ----- | ----- |
| 3 403 | 3 667 | 4 017 | 4 453 |

### Circonscriptions électorales
Depuis la loi du 22 juillet 2013 réformant la représentation des Français établis hors de France avec la mise en place de conseils consulaires au sein des missions diplomatiques, les ressortissants français de la République tchèque élisent pour six ans trois conseillers consulaires. Ces derniers ont trois rôles : 
1. ils sont des élus de proximité pour les Français de l'étranger ;
2. ils appartiennent à l'une des quinze circonscriptions qui élisent en leur sein les membres de l'Assemblée des Français de l'étranger ;
3. ils intègrent le collège électoral qui élit les sénateurs représentant les Français établis hors de France.

Pour l'élection à l'Assemblée des Français de l'étranger, la République tchèque appartenait jusqu'en 2014 à la circonscription électorale de Vienne, comprenant aussi l'Autriche, l'Albanie, la Bosnie-Herzégovine, la Bulgarie, la Croatie, la Hongrie, la Macédoine, la Pologne, la Roumanie, la Serbie-et-Monténégro, la Slovaquie et la Slovénie, et désignant trois sièges. La République tchèque appartient désormais à la circonscription électorale « Europe centrale et orientale » dont le chef-lieu est Varsovie et qui désigne trois de ses 19 conseillers consulaires pour siéger parmi les 90 membres de l'Assemblée des Français de l'étranger.
Pour l'élection des députés des Français de l’étranger, la République tchèque dépend de la 7e circonscription.